# Nikolaï Pavlov
Pour les articles homonymes, voir Pavlov.
Nikolaï Vladimirovitch Pavlov (en russe : Николай Владимирович Павлов) est un joueur ukrainien naturalisé russe de volley-ball né le 22 mai 1982 à Poltava (Ukraine, alors en URSS). Il mesure 1,96 m et joue attaquant. Il totalise 65 sélections en équipe de Russie après avoir été international ukrainien.

## Biographie
Il a obtenu la nationalité russe par naturalisation en août 2007.

## Clubs
| Club                     | De        | À         |
| ------------------------ | --------- | --------- |
| Iourakademia Kharkiv     | 2001-2002 | 2004-2005 |
| Luch Moscou              | 2005-2006 | 2005-2006 |
| Lokomotiv Novossibirsk   | 2006-2007 | 2010-2011 |
| Dinamo Moscou            | 2011-2012 | 2011-2012 |
| Goubernia Nijni Novgorod | 2012-2013 | …         |

## Palmarès

### Club et équipe nationale
- Ligue mondiale (1)
  - Vainqueur : 2013
- World Grand Champions Cup
  - Finaliste : 2013
- Championnat d'Europe (1)
  - Vainqueur : 2013
- Coupe de la CEV (1)
  - Vainqueur : 2012
  - Finaliste : 2014
- Championnatde Russie
  - Finaliste : 2012
- Championnat d'Ukraine
  - Finaliste : 2003, 2004
- Coupe de Russie (2)
  - Vainqueur : 2010, 2011
  - Finaliste : 2009
- Coupe d'Ukraine (2)
  - Vainqueur : 1998, 2003

### Distinctions individuelles
- Meilleur attaquant du championnat d'Ukraine 2003
- Meilleur serveur du Final Eight de la coupe de Russie 2009
- Meilleur joueur et meilleur attaquant du Final Four de la coupe de Russie 2010
- Joueur le plus utile de la finale de la Coupe de la CEV 2012
- Meilleur joueur du Final Six de la Ligue mondiale 2013